# 準教授
準教授 (英語: reader) は、イギリスおよびイギリス連邦下にあった国々（インド、オーストラリア、ニュージーランドなど）の大学における教員の職階の一つ。研究や学識により国際的に評価されている上級の大学教員が任命される。古い訳としては助教授とも。
伝統的なイギリスや英連邦諸国の大学の職階制度において、準教授（新設大学では主任講師）は、上級講師より上、教授より下に位置し、卓越した独自の研究を切り開いていると認められた者が就く職である。イギリスにおける準教授は、教授と合わせてアメリカにおける教授に相当する。
イギリスにおける準教授への昇格基準は、教授への昇格基準と似ている。一般的に、上級講師から準教授へ昇格するためには、独創的な研究の経歴が抜きんでていると認められる証拠が求められる。
オックスフォード大学や2012年のリーズ大学などの大学では、新たな準教授の任命を行わなくなった。また一部の大学はアメリカ型の職階制度（講師は助教、上級講師は准教授（Associate Professor）に、教授は教授に相当）を取り入れつつあり、この場合もとの準教授は教授と同じ扱いになっている。

## 准教授と準教授
インド、オーストラリア、ニュージーランド、南アフリカ、マレーシア、アイルランドなど英連邦系の国々の大学の中には、上級講師と教授の間に、準教授(reader)の代わりに准教授(Associate Professor)を置いている場合もある。ただ、この場合の准教授は、アメリカの大学における准教授(Associate Professor、イギリス系の上級講師に相当)とは異なり、もとの準教授に近い役割を果たしている。アメリカの大学における教授と比べ、英連邦の大学の教授はおよそ半分程度しかいない。すなわち、イギリスおよび英連邦における準教授や准教授は、アメリカにおける教授の下半分に相当している。

## 比較
以下の表は伝統的な大学制度に基づいたものであり、イギリス・英連邦の大学の中でも、アメリカの制度や両者を混合した制度を採用しているものもあるのに注意が必要である。
| イギリス連邦型                                                            | アメリカ型                                                 |
| ------------------------------------------------------------------------- | ---------------------------------------------------------- |
| 教授 (チェアプロフェッサー)                                               | 正教授（ディスティングイッシュトプロフェッサーなど上半分） |
| 準教授 (リーダー、主にイギリス)または准教授（アソシエートプロフェッサー） | 正教授（下半分）                                           |
| 上級講師（シニアレクチャラー）                                            | 准教授（アソシエートプロフェッサー）                       |
| 講師（レクチャラー）                                                      | 助教（アシスタントプロフェッサー）                         |

## 著名人
準教授が最高職歴となった有名人として、アラン・チューリング、ハイム・ヴァイツマン、メアリー・カートライトなどがいる。